# Arboridia irenae
Arboridia irenae är en insektsart som beskrevs av Logvinenko 1978. Arboridia irenae ingår i släktet Arboridia och familjen dvärgstritar. Inga underarter finns listade i Catalogue of Life.